# Jastrzębia (powiat grójecki)
Jastrzębia – wieś w Polsce położona w województwie mazowieckim, w powiecie grójeckim, w gminie Mogielnica.
W latach 1975–1998 miejscowość należała administracyjnie do województwa radomskiego.

## Zabytki
- Klasycystyczny, murowany Dwór, wzniesiony na początku XIX w. dla rodziny Chludzińskich. Od frontu budowlę charakteryzuje piętrowy ryzalit zaznaczony czterema półkolumnami i zwieńczony tympanonem.